# Траскин, Семён Иванович
Траскин Семен Иванович (10 февраля 1777 — 28 июня 1827) — сын Ивана Фёдоровича Траскина, дворянин, в 1811 году полковник, впоследствии генерал-майор, комендант Кронштадта, камер-паж.
Основоположник санкт-петербургской ветви рода Траскиных. Кавалер орденов Св. Анны 2 ст., Св. Георгия 4 ст. (15 февраля 1819 года, № 3404 по кавалерскому списку Григоровича — Степанова).
Жена — Авдотья Ивановна урожденная Рыкман (27.07.1787 — 19.04.1845), похоронена на Смоленском евангелическом кладбище. У них было четыре сына: Александр, Иван, Константин, Николай и две дочери: Софья (? — 2 янв. 1879 г.) и Екатерина (19 окт. 1817 г. — 19 авг. 1845 г.). Похоронен на семейной площадке Смоленского православного кладбища Санкт-Петербурга, там же Софья, Екатерина и Николай.

## Изображения

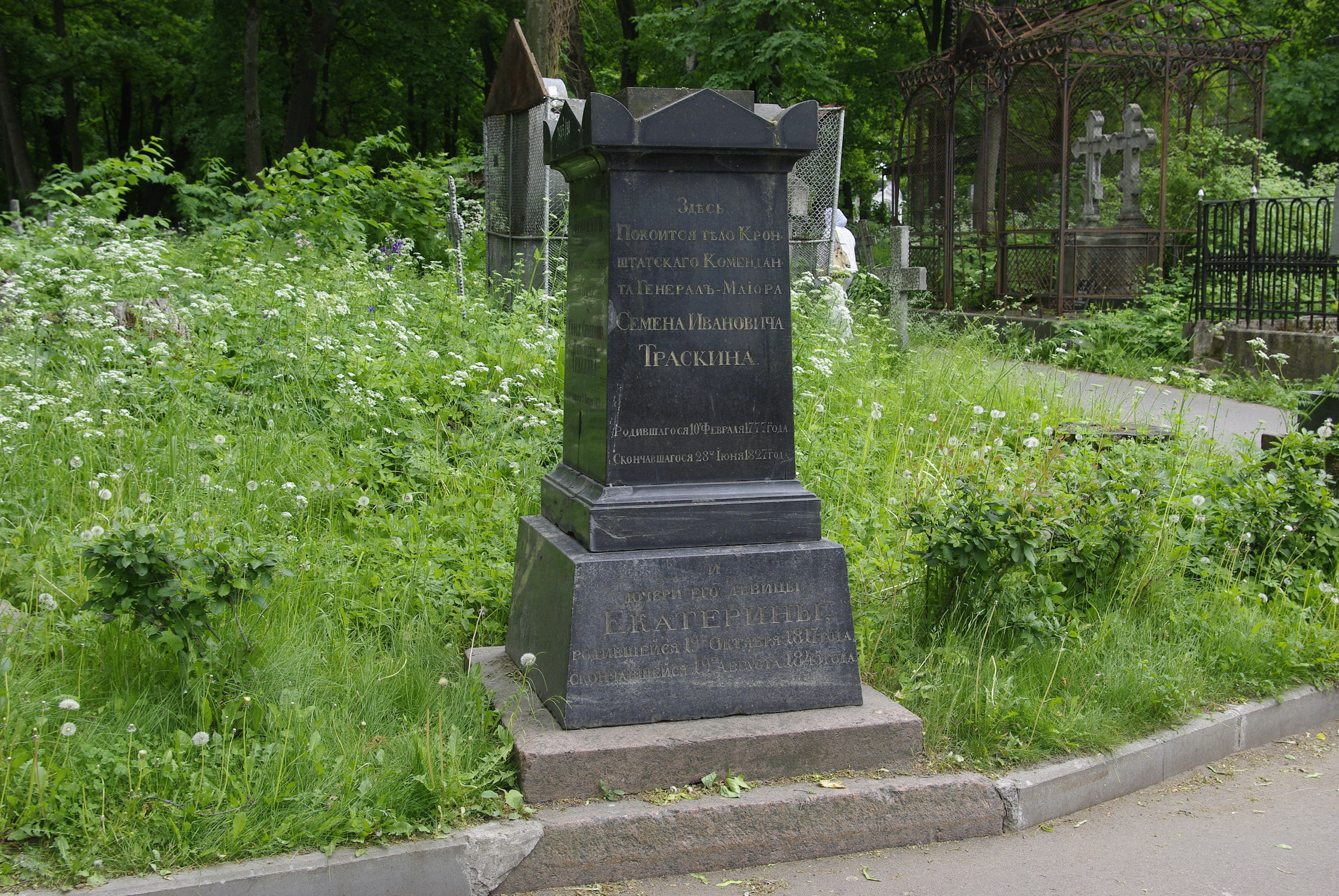
Семейный памятник Траскиных
Верхняя часть памятника
Нижняя часть памятника